# Барсакельмес
Барсакельме́с, Барса́-Кельме́с (каз. Барсакелмес — «підеш, не повернешся») — колишній низинний острів на північному заході Аральського моря, нині урочище Аральського району Кизилординської області Казахстану. Лежить за 180 км на південний захід від міста Аральськ, за 20 км на південний схід від півострова Куланди. Наприкінці 1960-х років площа острова становила 133 км², 23 км у довжину і 7 км у найширшому (південному) місці.

## Природа
Складений головним чином глинами, пісковиками і мергелями. 1997 року Барсакельмес перетворився на півострів, на початку 2000-х його розміри становили 40 на 16 км. Влітку 2009 року в зв'язку з висиханням східної частини Великого Аралу півострів повністю став частиною суходолу. У період заводнення Великого Аралу 2010—2014 років знов був півостровом.
Рельєф південної частини урочища представляє собою піднесене плато. Найвища точка — гора Чайка (113 м). Північна частина — полого-хвиляста рівнина, пересічена долинами тимчасових водотоків.
Клімат помірний різко континентальний, сухий (середньорічна кількість опадів 128 мм). Середня температура повітря в липні +26 °C (абсолютний максимум +44 °C). Середня температура січня -13 °C (абсолютний мінімум -36 °C).
Ґрунти представлені сіроземами і буроземами, місцями піски, такири і солончаки. У межах висохлого дна моря — маршові і приморські солончаки.
Рослинність пустельна.
На території Барсакельмесу було створено державний сайгачий заповідник.

## У культурі

### Живопис
Тарас Шевченко побував тут під час Аральської експедиції 7—8 серпня 1848 року. Результатом відвідування острова стали малюнки «Намет експедиції на острові Барса-Кільмес» і «Барса-Кільмес». У безпосередній близькості від нього екіпаж шхуни «Костянтин» пережив величезної сили бурю, яка тривала близько трьох діб.

### Кінематограф
Під назвою Барсай-Гельмес, з перекладом: «піти й не повернутися», острів згадується у комедійному фільмі «Мрії ідіота», знятому Василем Пічулом 1993 року за мотивами роману «Золоте теля» Іллі Ільфа і Євгена Петрова. На цей острів у фільмі збігає Корейко.

### Містика
Острів відомий публікаціями в радянській пресі, в яких він пов'язується зі спостереженнями доісторичних ящерів, висадкою групи НЛО, порушеннями плину часу. Ці міські легенди про острів є розіграшем журналістів і публіцистів, в яких брав участь і письменник-фантаст Сергій Лук'яненко.
За однією з легенд, наприкінці 1950-х — початку 1960-х років на острові жив чоловік на ім'я Абдразак. Якого привезла туди рідня, відразу після того, як тут з'явився перший загадковий літаючий об'єкт — «лінза». Від цього об'єкта він нібито отримував інформацію через видіння.